# Carl Friedrich Klein

Karl Friedrich Klein (1898)

Carl Friedrich Klein (* 1. Dezember 1803 in Schweindorf, Württemberg; † 22. April 1884 in Barmen) war ein deutscher Textilfabrikant.

## Leben
Er war Sohn eines Pfarrers aus Nördlingen. Eine kaufmännische Lehre schloss er in Augsburg ab, arbeitete eine Zeitlang in München und kam im Jahre 1828 nach Barmen. Im Juli 1828 heiratete er Christine Schlatter, Tochter von Anna Schlatter St. Gallen. Sie hatten sieben Kinder, davon fünf Söhne. Klein war zunächst Teilhaber der Firma Friedrich Röhrig, die er später übernahm und in C. F. Klein-Schlatter umfirmierte. Kleins Firma produzierte Stoffe und Halstücher. 1868 gründete er in Essen eine Weberei für Zanella – ein Futterstoff für Herrenbekleidung und Uniformen –, die bis zu 600 Webstühle betrieb.
1836 richteten die Kleins am Bruch eine Kleinkinderschule ein, später kam eine weitere Kinderschule hinzu. Klein gründete darüber hinaus 1836 den ersten Jünglingsverein in Preußen, Barmen-Gemarke, (heute CVJM-Adlerbrücke) sowie ein Waisenhaus und war Mitglied verschiedener christlicher Organisationen.